# Alvarezsaurus calvoi
Alvarezsaurus calvoi ("lagarto de Álvarez de Jorge Calvo") es la única especie conocida del género extinto Alvarezsaurus de dinosaurio terópodo alvarezsáurido que vivió a finales del período Cretácico, entre el 89 a 85 millones de años, durante el Coniaciense en lo que es hoy Sudamérica. Fue nombrado así en honor al médico, investigador e historiador Don Gregorio Álvarez. La especie está dedicada al Dr. Jorge O. Calvo, investigador de la Universidad Nacional del Comahue quién lo descubrió en 1989 en la Formación Bajo de la Carpa y descrito en 1991 por el Dr José Fernando Bonaparte.

## Descripción
Alvarezsaurus era un terópodo bípedo. Al igual que otros terópodos ligeros, tenía una larga cola, y su estructura de pata sugiere que era un corredor rápido. Las vértebras caudales proximales exhibieron procesos transversos con un centro ventral agudo y de forma sub-triangular y dirigidos laterodistalmente, características que se observan en otros alvarezsáuridos como Shuvuuia. Los procesos espinales estaban totalmente ausentes o poco desarrolladas, y cada vértebra caudal poseía prezigapófisis cortas. La escápula estaba visiblemente curva y era proporcionalmente menor que las de otros alvarezsáuridos, a diferencia de sus parientes Alvarezsaurus no tenía el astrágalo y el calcáneo fusionados. Era único en que su metatarsiano III era la más larga, seguido de un metatarsiano IV inusualmente largo. Puede haber sido insectívoro .

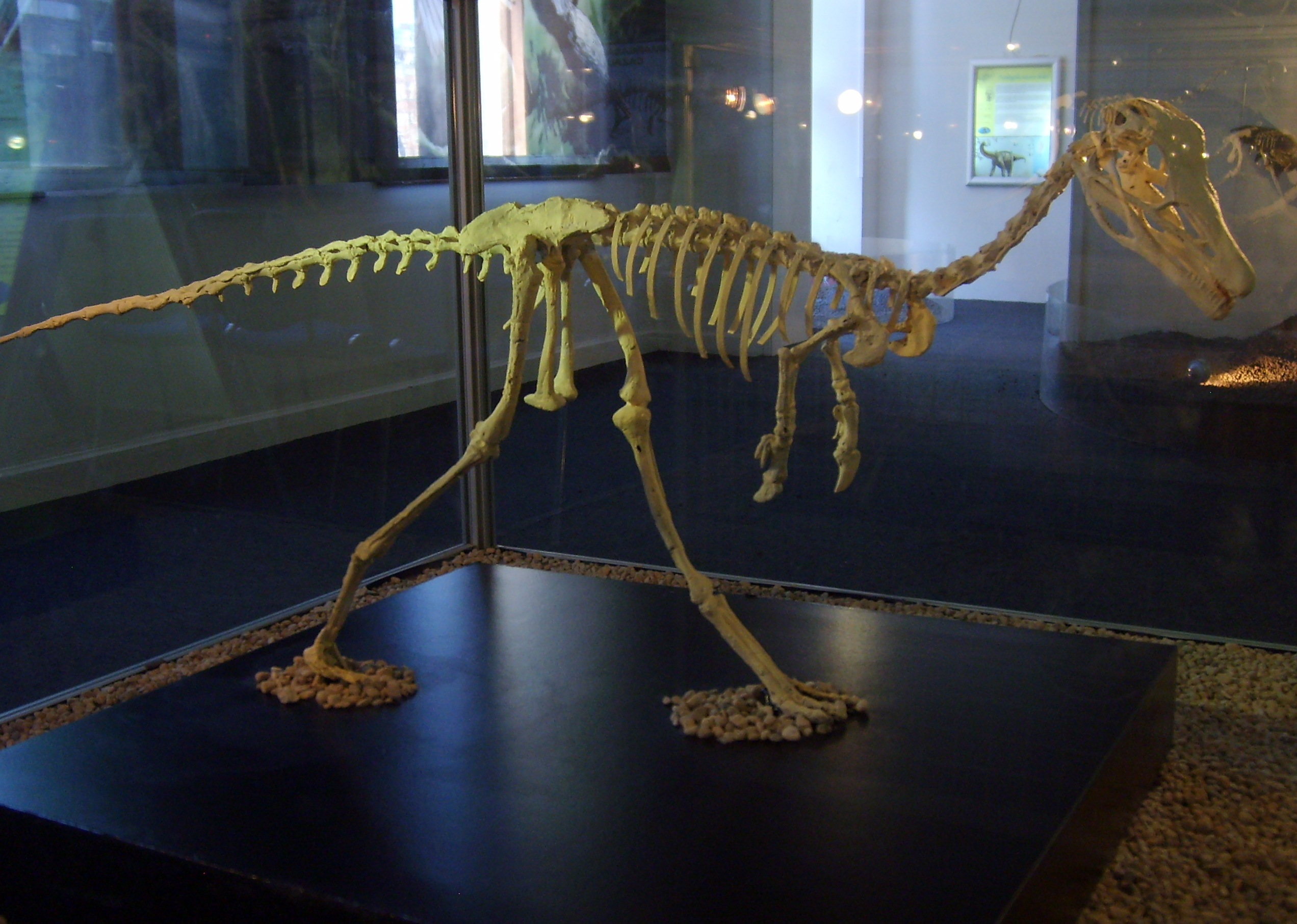
Reconstrucción del esqueleto

Poseía pico y un desarrollado plumaje recubriendo su cuerpo. Su pico poseía dientes filosos, lo que indica que era un carnívoro que probablemente se alimentaba de lagartos, insectos, mamíferos pequeños, etc. Su plumaje recubría su cuerpo permitiéndole estar caliente ante eventuales bajas temperaturas en el ambiente. Alvarezsaurus no era un animal grande: su longitud era de aproximadamente 2 metros y su altura de casi 1,1 metro, llegando a pesar 20 kilogramos. Fue un género basal a otros miembros mejor conocidos de la familia Alvarezsauridae, como Mononykus y Shuvuuia.

## Descubrimiento e investigación

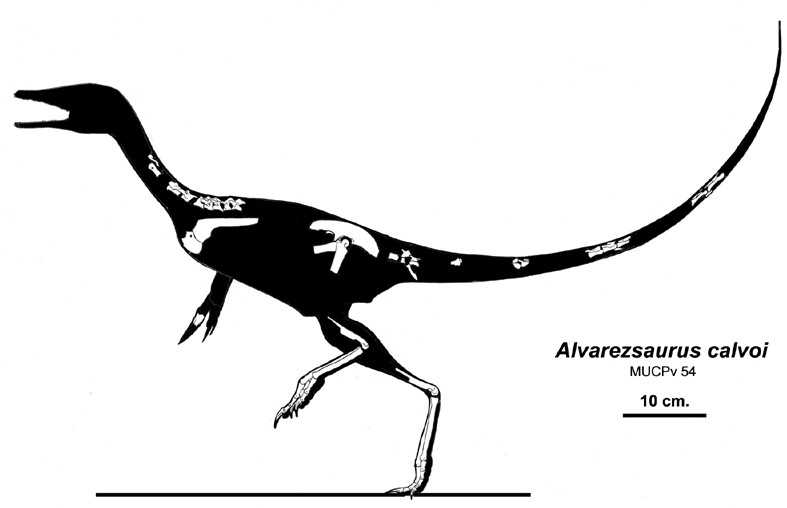
Diagrama mostrando los fósiles conocidos en blanco.

Fue encontrado en la formación Bajo de la Carpa y nombrado por el Dr José Fernando Bonaparte en 1991 en honor al historiador Don Gregorio Álvarez. La especie tipo es A. calvoi. Una de las primeras actividades del paleontólogo Jorge Calvo cuando llegó a Neuquén fue la de explorar las rocas de la ciudad y del Campus Universitario. Los hallazgos son muy particulares en estas rocas de antigüedad Cretácica ya que corresponden a una fauna muy pequeña. Una mañana del mes de marzo de 1989 Calvo decide hacer una prospección sobre la costa sur del Río Neuquén. Fragmentos de huesos eran los más comunes de encontrar, sin embargo, próximo a un poste de luz asomaba un huesito de 5 cm de largo de color blanco. Luego de destapar una parte comprobó que había una pata de un animal de huesos huecos. Delimitó el fósil, hizo el bochón y lo extrajo a la tarde. Parte del material se preparó en el Museo de la Universidad y a las piezas muy delicadas las llevó a Buenos Aires para proseguir con la preparación. Calvo dio el estudio del material a su profesor el Dr. Bonaparte como agradecimiento a sus enseñanzas. Bonaparte posteriormente agradecería este gesto dedicándole la especie de Alvarezsaurus a Calvo, A. calvoi, en una publicación científica de la Revista del museo de Ciencias Naturales de Buenos Aires en 1991.

## Clasificación
Alvarezsaurus es considerado basal a otros miembros mejor conocidos de su familia, como Mononykus y Shuvuuia. Han sido clasificados desde terópodos no avianos a aves primitivas, pero una teoría de que Alvarezsauridae sea reconocida como más relacionada con las aves neornithes ha sido objeto de controversia a pesar de ser apoyado por estudios anteriores. Una vez se creyó que los taxones de alvarezsáuridos de la Patagonia eran los más basales de su familia, pero el descubrimiento de un miembro más basal, Haplocheirus, refutada cuando fueron descubiertos los fósiles Haplocheirus en China.